# Source sulfureuse d'Östringen
La source sulfureuse d'Östringen est une source d'eau minérale située dans la forêt de Krummbach près de la ville d'Östringen dans le district de Karlsruhe en Allemagne.

## Géologie
Comme les sources médicinales de Bad Mingolsheim et Bad Schönborn, la source contient de l'bicarbonate de sodium (NaHCO3) dissous et soufré provenant des couches bitumineuses de l'ardoise de Posidonie de la dépression de Langenbrücken. L'altération des pyrites (FeS2) dans le sous-sol entraîne une oxydation, avec une réduction bactérienne ultérieure de l'ion sulfate, le sulfure d'hydrogène (H2S). Il donne à la source minérale son odeur typique d'œuf pourri . Contrairement aux sources thermales de Bad Schönborn et Bad Mingolsheim, qui sont promues à plus de 40 °C à une profondeur de 600 m, l'eau de la source sulfureuse d'Östringen est froide.

## Description
Le puits a été construit en 1960 dans l'espoir d'utiliser l'eau de guérison de manière économique. Cette eau est réputée posséder des pouvoirs de guérison et soutient le système immunitaire.
Le rêve d'Östringen en tant que station thermale « Bad Östringen » a cependant échoué. Un panneau situé sur le parking forestier «Am Fischbach», à côté de Kreisstraße 3521 (Rettigheimer Straße), indique le sentier d'environ 400 m de long à travers la forêt de Krummbach. Le design futuriste de la fontaine et sa plate-forme circulaire au milieu de la forêt fermée confèrent au lieu une apparence particulière. L'eau de source peut être dégustée gratuitement par chaque visiteur.